# Zenit (Trägerrakete)

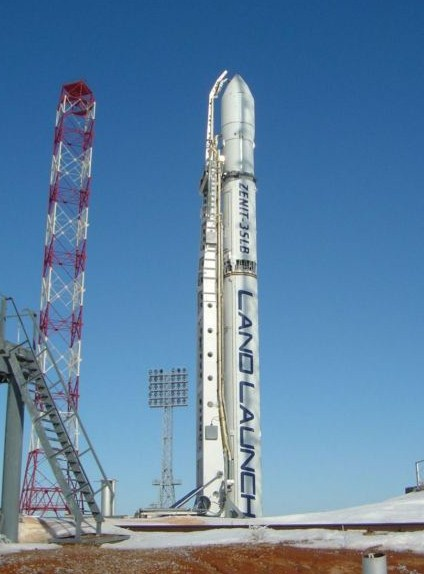
Eine Zenit-3 SLB in Baikonur

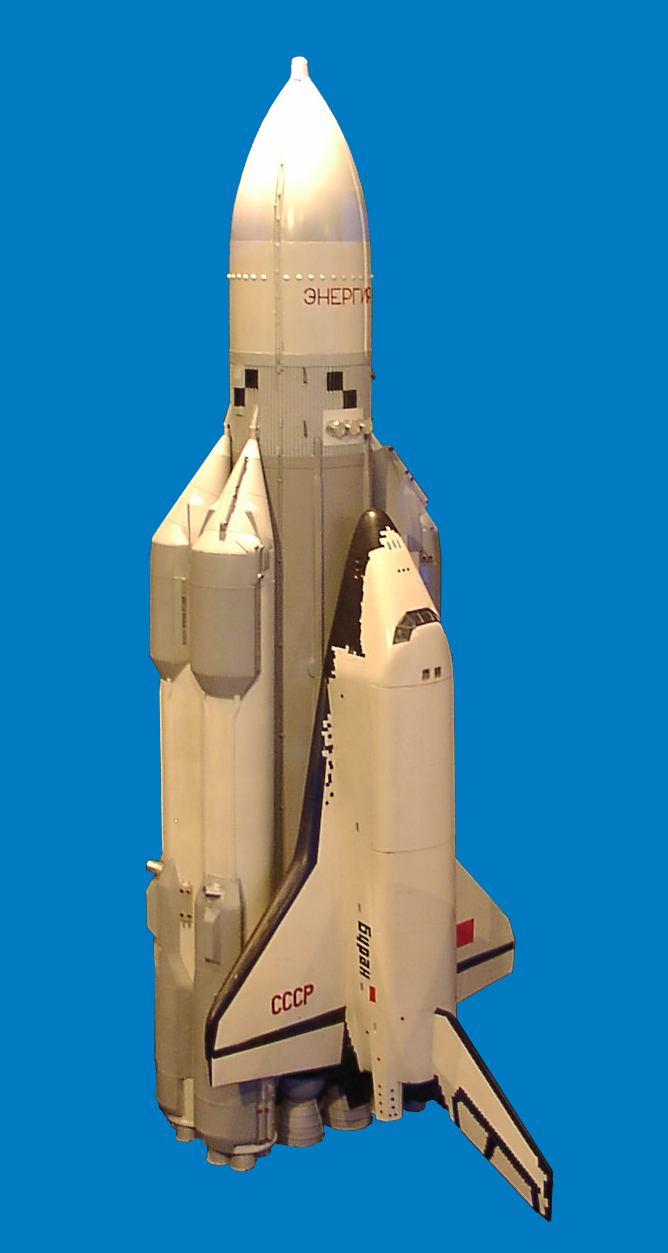
Die seitlichen Booster der Energija-Rakete bilden jeweils die erste Stufe einer Zenit-Rakete

Die Zenit [zeːˈnɪt] (ukrainisch Зеніт; russisch Зени́т) war eine von 1985 bis 2017 eingesetzte sowjetisch/ukrainische Trägerrakete. Sie wurde in den Jahren 1976 bis 1985 ursprünglich als Erststufe für die Energija-Rakete entwickelt – in einer einstufigen Variante als Booster mit dem Namen Zenit-1 –, kam parallel dazu, ausgestattet mit einer Oberstufe, auch als selbstständige Trägerrakete zum Einsatz.
Die Zenit wurde größtenteils in Dnipro in der Ukraine gefertigt und gilt daher seit dem Zerfall der Sowjetunion als ukrainisch, während einige wichtige Komponenten, wie die Triebwerke der ersten Stufe, in Russland hergestellt wurden. Sie wurde zunächst von Russland zum Starten von militärischen und Erderkundungssatelliten genutzt, später auch für den Start von wissenschaftlichen und kommerziellen Satelliten. Eine Ablösung durch die rein russische Angara-Rakete war geplant. Heute arbeitet Russland an der Sojus-5, welche teilweise auf Zenit-Technik beruht.
Die Zenit war die fortschrittlichste Trägerrakete, die Russland und der Ukraine zur Verfügung stand. Auch weltweit galt sie als eine der modernsten; so verwenden die neuen US-amerikanischen Atlas-Raketen ein von der Zenit abgeleitetes RD-180-Haupttriebwerk. Infolge des Ukraine-Konflikts stellte Russland jedoch die Zusammenarbeit mit der Ukraine auf dem Gebiet der Raumfahrt ein.

## Zenit-2

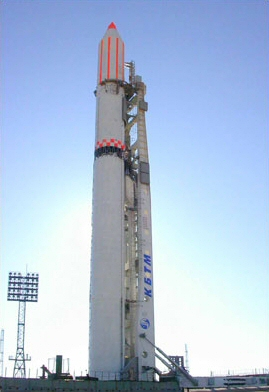
Zenit-2 in Baikonur, 10. Dezember 2001

Eine zweistufige Ausführung der Zenit, entwickelt vom Konstruktionsbüro Juschnoje in Dnepropetrowsk wurde Zenit-2 (GRAU-Index 11K77) genannt. Sie lag in der Leistungsklasse zwischen der Sojus mit 7 t in den erdnahen Orbit und der Proton mit 21 t bei rund 13,7 t (Startplatz Baikonur). Der erste Start fand am 13. April 1985 statt, der letzte am 8. November 2011. Die Zenit-2 war 57 m hoch und hatte einen Durchmesser von 3,9 m, die Startmasse betrug etwa 460 t. Die erste Stufe verwendete ein mit vier Brennkammern ausgestattetes RD-171-Triebwerk, das am Boden einen Schub von 7259 kN entwickelte und bis heute das stärkste jemals eingesetzte Flüssigkeitsraketentriebwerk ist. Das RD-171 übertraf mit seinen Leistungsdaten selbst das F-1-Haupttriebwerk der amerikanischen Saturn-V-Mondrakete. Eine Ausführung mit zwei Brennkammern findet als ein schubschwächeres RD-180-Triebwerk in den amerikanischen Atlas-III- und Atlas-V-Raketen Verwendung, eine Ausführung mit einer Brennkammer als RD-191 in der Angara. Beim Einsatz als Booster der Energija erhielt die Zenit ein über weniger Steuerungsmöglichkeiten als das RD-171 verfügendes RD-170-Triebwerk, das zudem mehrfach einsetzbar sein sollte, da die Booster geborgen und wiederverwendet werden sollten. Die zweite Stufe der Zenit verwendete als Haupttriebwerk das RD-120 (nicht zu verwechseln mit dem RD-0120 der Energija) und zur Lageregelung vier RD-8-Triebwerke. Die erste und zweite Stufe arbeiteten beide mit flüssigem Sauerstoff (LOX) und der Kerosin-Art RP-1. Die Zenit erhielt als erste sowjetische Rakete ein adaptives Steuerungssystem, das im Flug auf auftretende Störfaktoren (z. B. Wind) reagiert und von der Erde aus umprogrammiert werden kann.
Nach ihren ersten Einsätzen sollte die Zenit die Sojus-Rakete in der bemannten Raumfahrt ersetzen. Sie sollte das neu zu entwickelnde Raumschiff Sarja (nicht zu verwechseln mit dem gleichnamigen Modul der ISS), das rund 15 t schwer werden sollte und bis zu acht Raumfahrer hätte aufnehmen konnte, in den Orbit befördern. In Baikonur wurden Türme zum Einstieg von Kosmonauten in die Rakete errichtet, doch kamen sie nach dem Zerfall der Sowjetunion nie zum Einsatz. Auch die Entwicklung des Raumschiffes wurde bereits 1989 in einem sehr frühen Stadium gestoppt. Eine Zenit-Startanlage in Plessezk wurde ebenfalls aus Geldmangel nie fertiggestellt. Die Anlage wurde später für den Start von Angara-Raketen umgebaut.

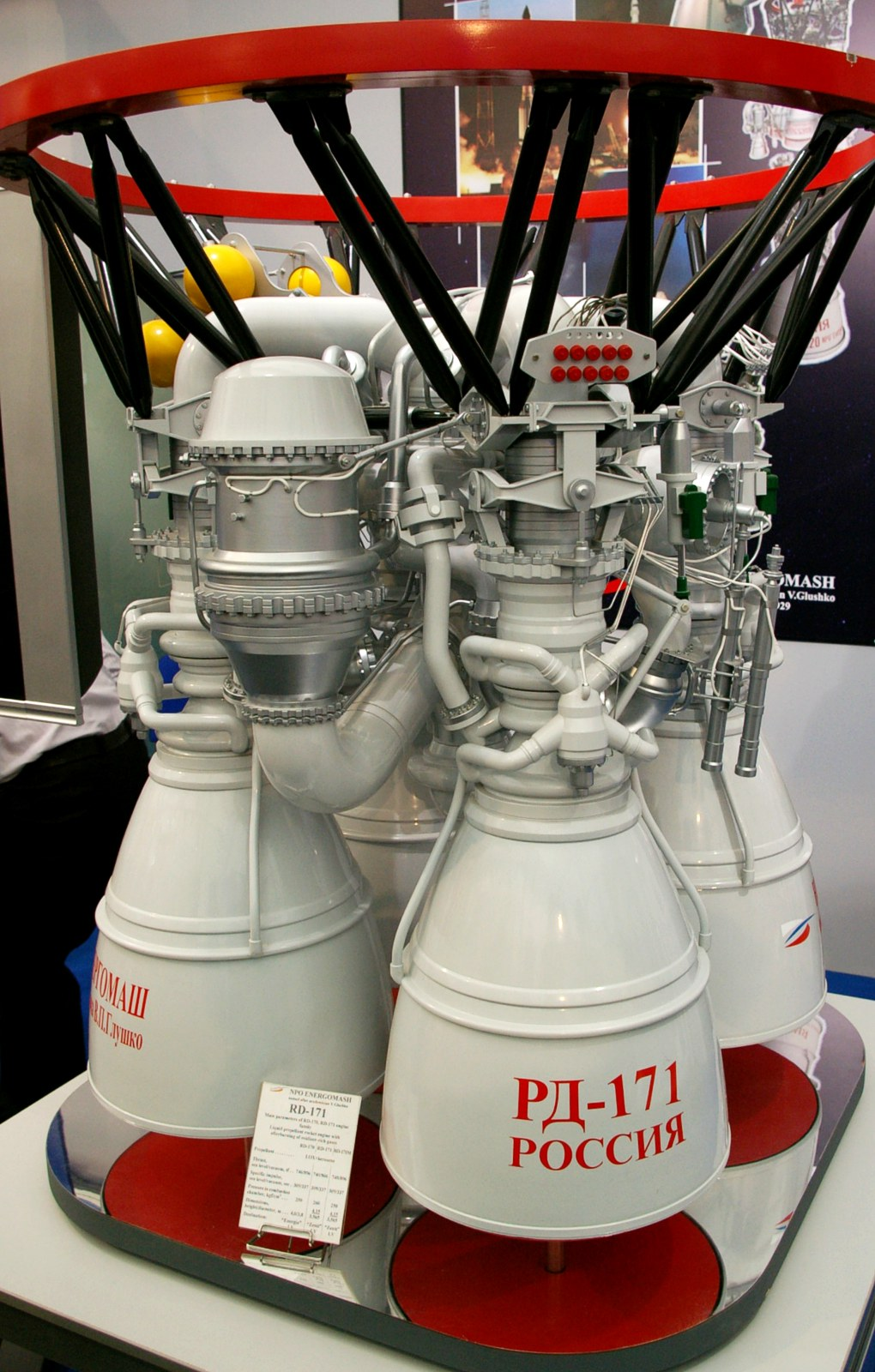
RD-171 Triebwerk der Zenit

Bis 2007 waren von 37 Einsätzen der Zenit-2 nur 28 vollständig erfolgreich. Der schwerste Unfall ereignete sich am 4. Oktober 1990, als eine Zenit-2 drei Sekunden nach dem Start explodierte und dabei eine der beiden Startrampen vollständig zerstörte. Das Geld zum Wiederaufbau der Anlage fehlte jedoch. Ihren ersten kommerziellen Einsatz hatte die Zenit-2 am 9. September 1998, als sie 12 Globalstar-Satelliten in den Weltraum befördern sollte. Doch die zweite Stufe der Rakete versagte, woraufhin sie zusammen mit der teuren Fracht nach einigen Minuten Flug auf dem Boden zerschellte.
Im Juni 2007 erfolgte der erste Start der modifizierten Zenit-2M (manche, auch offizielle, Quellen benutzen weiterhin die Bezeichnung Zenit-2). Bei diesem Start brachte die Rakete von Baikonur aus eine militärische Nutzlast in eine erdnahe Umlaufbahn. Die Zenit-2M übernahm einige bereits in der Zenit-3SL integrierte Modifizierungen, wie z. B. das verbessere Steuerungssystem. Auch die Haupttriebwerke der ersten Stufe wurden modifiziert und sollten nun mehr Schub liefern. Diese trugen nun die Bezeichnung RD-171M. Die kommerzielle Ausführung der zweistufigen Zenit-2M wurde seit 2007 unter dem Namen Zenit-2SLB im Rahmen des Land-Launch-Projektes für Starts von Baikonur aus vermarktet. Die Zenit-2 blieb jedoch seit 2007 erfolglos und startet nur noch ein einziges Mal.

## Zenit-3

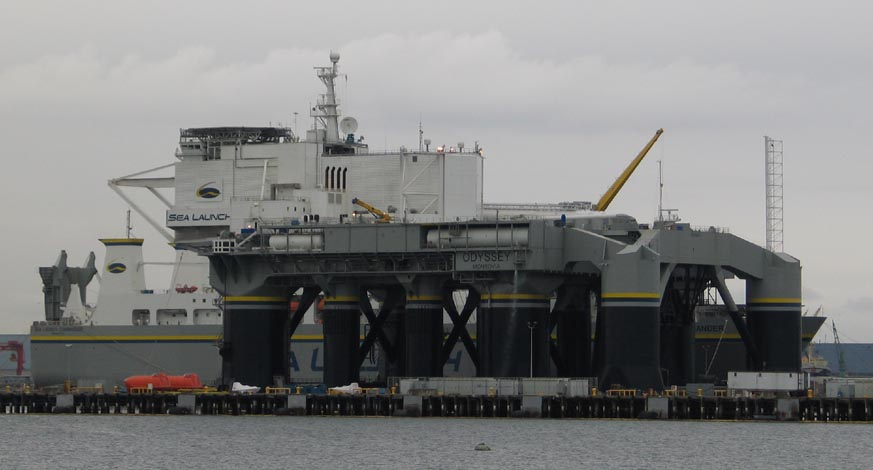
Sea-Launch-Startplattform im Hafen von Long Beach

Die Zenit-3 war eine dreistufige Ausführung der Zenit, die zum Aussetzen von Satelliten in geostationäre Transferbahnen (GTO) genutzt wurde. Das Unternehmen Sea Launch setzte die dreistufige Zenit-3SL-Rakete ein, wobei das Kürzel SL für Sea Launch steht. Als Startplatz wurde eine schwimmende umgebaute Bohrplattform verwendet, die zum Start Position in der Nähe von Kiritimati bezieht. Durch die Nähe des Startplatzes zum Äquator stieg die Nutzlastkapazität der Rakete im Vergleich zu Baikonur, so dass eine Zenit-3SL bis zu 6 t schwere Satelliten in einen Geotransferorbit bringen kann. Die ersten zwei Stufen der Rakete sind bis auf einige kleine Modifikationen mit denen einer Zenit-2 identisch. Als dritte Stufe wurde das von dem russischen Unternehmen RKK Energija gebaute Block DM-SL verwendet, das auf dem Blok DM der Proton-Rakete basierte, jedoch mit LOX/Kerosin andere Treibstoffe verwendete. Die Nutzlastkapazität für geostationäre Transferbahnen betrug anfangs 5.250 kg und konnte durch einige Modifikationen auf 6.066 kg erhöht werden. Dabei wurden Triebwerke modifiziert (insbesondere das Triebwerk des Blocks DM-SL), die Treibstoffzuladung aller drei Stufen erhöht und gleichzeitig die Leermasse der Stufen gesenkt. Die neue Rakete (ohne die Drittstufe) wird auch Zenit-2S genannt.
Der Erstflug der Zenit-3SL mit einem Dummy-Satelliten fand am 28. März 1999 statt, der erste kommerzielle Flug folgte noch im selben Jahr. Insgesamt absolvierte Zenit-3SL bis zum letzten Flug am 26. Mai 2014 35 Einsätze, wobei drei Starts fehlschlugen und ein Start als ein Teilerfolg gilt (die dritte Stufe erreichte nicht die vorgesehene Umlaufbahn, jedoch konnte der Satellit mit eigenen Triebwerken die Umlaufbahn erreichen). Schätzungen gingen davon aus, dass der Start einer Zenit-3SL den Kunden rund 90 Millionen US-Dollar kostete.
Bei dem Versuch am 30. Januar 2007 den NSS-8-Kommunikationssatelliten zu starten, explodierte eine Zenit-3SL-Trägerrakete direkt auf der „Odyssey“-Startplattform. Die Plattform erlitt dabei begrenzte Beschädigungen und war bereits am 1. Februar 2007 wieder mit der vollen Besatzung bemannt, die sich wie immer während des Starts auf die „Sea Launch Commander“ zurückgezogen hatte. Als Ursache der Explosion konnte ein Metallteil in einer Treibstoffpumpe ermittelt werden. Am 15. Januar 2008 erfolgte der erste Start nach dem Unglück mit dem Telekommunikationssatelliten Thuraya 3, der erfolgreich verlief.
Unter der Bezeichnung Land Launch brachte die dreistufige Zenit-3SLB von Baikonur aus Satelliten in die geostationäre Transferbahn (GTO). Dafür wurde die Zenit-3SL leicht modifiziert (die ersten zwei Stufen entsprechen dann der Zenit-2M) und von der Zenit-2-Startanlage gestartet. Wegen des ungünstigeren Standortes des Kosmodroms Baikonur konnte die Rakete nur 3,6 t in den GTO befördern. Der Vorteil des Land Launches bestand jedoch darin, dass die Startkosten deutlich geringer als bei einem Start von See aus sind. Der erste von sechs Start der Land Launch Zenit-3SLB fand am 28. April 2008 statt, der letzte am 11. Dezember 2015.
Eine weitere dreistufige Ausführung namens Zenit-3F verwendete die Fregat-SB-Oberstufe anstelle des Block DM-SL. Die Stufe war von der auf Sojus-Raketen eingesetzten Fregat abgeleitet, besaß jedoch zusätzliche abwerfbare Treibstofftanks. Sie konnte somit mehr Treibstoff aufnehmen und schwerere Nutzlasten in hohe Orbits befördern. Diese Version der Zenit flog seit dem 20. Januar 2011 dreimal von Baikonur aus, wurde jedoch nicht von Land Launch vermarktet.
Nicht mehr ausgeführt wurde ein letzter noch offener Zenit-Startauftrag; eine Zenit-3F hätte von Baikonur den ukrainischen Kommunikationssatelliten Lybid mit eine geostationäre Transferbahn bringen sollen.

## Daten der Zenit
| Version                   | Zenit-1 (Energija-Booster) | Zenit-2               | Zenit-3SL                 | Zenit-2SLB            | Zenit-3SLB              |
| ------------------------- | -------------------------- | --------------------- | ------------------------- | --------------------- | ----------------------- |
| Startmasse (t)            | 372,6                      | 460                   | 472                       | 450–460               | 462–466                 |
| Höhe (maximal) (m)        | 39,46                      | 57                    | 59,6                      | 57,4                  | 58,65                   |
| Startplatz                | Baikonur                   | Baikonur              | Odyssey Plattform         | Baikonur              | Baikonur                |
| Nutzlast (LEO 200 km) (t) | –                          | 13,7                  | 6,1 (strukturell bedingt) | 13,920                | 5 (strukturell bedingt) |
| Nutzlast (GTO) (t)        | –                          | –                     | 6,066                     | –                     | 3,6                     |
| Nutzlast (GEO) (t)        | –                          | –                     | 2,9                       | –                     | ?                       |
| Erstflug                  | 15. Mai 1987               | 13. April 1985        | 28. März 1999             | –                     | 28. April 2008          |
| 1. Stufe                  |                            |                       |                           |                       |                         |
| Triebwerk                 | RD-170                     | RD-171                | RD-171                    | RD-171                | RD-171                  |
| Länge (m)                 | 39,46                      | ?                     | 32,9                      | 32,9                  | 32,9                    |
| Durchmesser (m)           | 3,9                        | 3,9                   | 3,9                       | 3,9                   | 3,9                     |
| Masse (t)                 | 372,6 (leer 65,6)          | 352,7 (leer 33,9)     | 354,58                    | 354,35 (leer 27,564)  | 354,35 (leer 27,564)    |
| Schub (max) (kN)          | 7259 (7908 im Vakuum)      | 7259 (7908 im Vakuum) | 7259 (7908 im Vakuum)     | 7259 (7908 im Vakuum) | 7259 (7908 im Vakuum)   |
| Brennzeit (s)             | ≈ 135                      | ?                     | ≈ 144                     | 140–150               | 140–150                 |
| Treibstoff                | LOX/Kerosin                | LOX/Kerosin           | LOX/Kerosin               | LOX/Kerosin           | LOX/Kerosin             |
| 2. Stufe                  |                            |                       |                           |                       |                         |
| Triebwerk                 | –                          | RD-120 + RD-8         | RD-120 + RD-8             | RD-120 + RD-8         | RD-120 + RD-8           |
| Länge (m)                 | –                          | ?                     | 10,4                      | 10,4                  | 10,4                    |
| Durchmesser (m)           | –                          | 3,9                   | 3,9                       | 3,9                   | 3,9                     |
| Masse (t)                 | –                          | 89,9 (leer 9,3)       | 90,76                     | 90,85 (leer 8,367)    | 90,79 (leer 8,307)      |
| Schub (max) (kN)          | –                          | 834 + 78              | 912 + 79,5                | 912 + 79,5            | 912 + 79,5              |
| Brennzeit (s)             | –                          | ?                     | ≈ 360                     | 300–1100              | 360–370                 |
| Treibstoff                | –                          | LOX/Kerosin           | LOX/Kerosin               | LOX/Kerosin           | LOX/Kerosin             |
| 3. Stufe                  |                            |                       |                           |                       |                         |
| Triebwerk                 | –                          | –                     | 11D58M                    | –                     | 11D58M                  |
| Länge (m)                 | –                          | –                     | 5,93                      | –                     | 5,93                    |
| Durchmesser (m)           | –                          | –                     | 3,7                       | –                     | 3,7                     |
| Masse (t)                 | –                          | –                     | 19,7                      | –                     | 17,8 (leer 3,2)         |
| Schub (max) (kN)          | –                          | –                     | 79,5                      | –                     | 79,5                    |
| Brennzeit (s)             | –                          | –                     | ≈ 700                     | –                     | ≈ 600                   |
| Treibstoff                | –                          | –                     | LOX/Kerosin               | –                     | LOX/Kerosin             |
| Nutzlastverkleidung       |                            |                       |                           |                       |                         |
| Länge (m)                 | –                          | 13,7                  | 11,39                     | 13,7                  | 10,4                    |
| Durchmesser (m)           | –                          | 3,9                   | 4,15                      | 3,9                   | 4,1                     |

## Startliste
- Liste der Zenit-Raketenstarts